# Милославский, Иван Николаевич

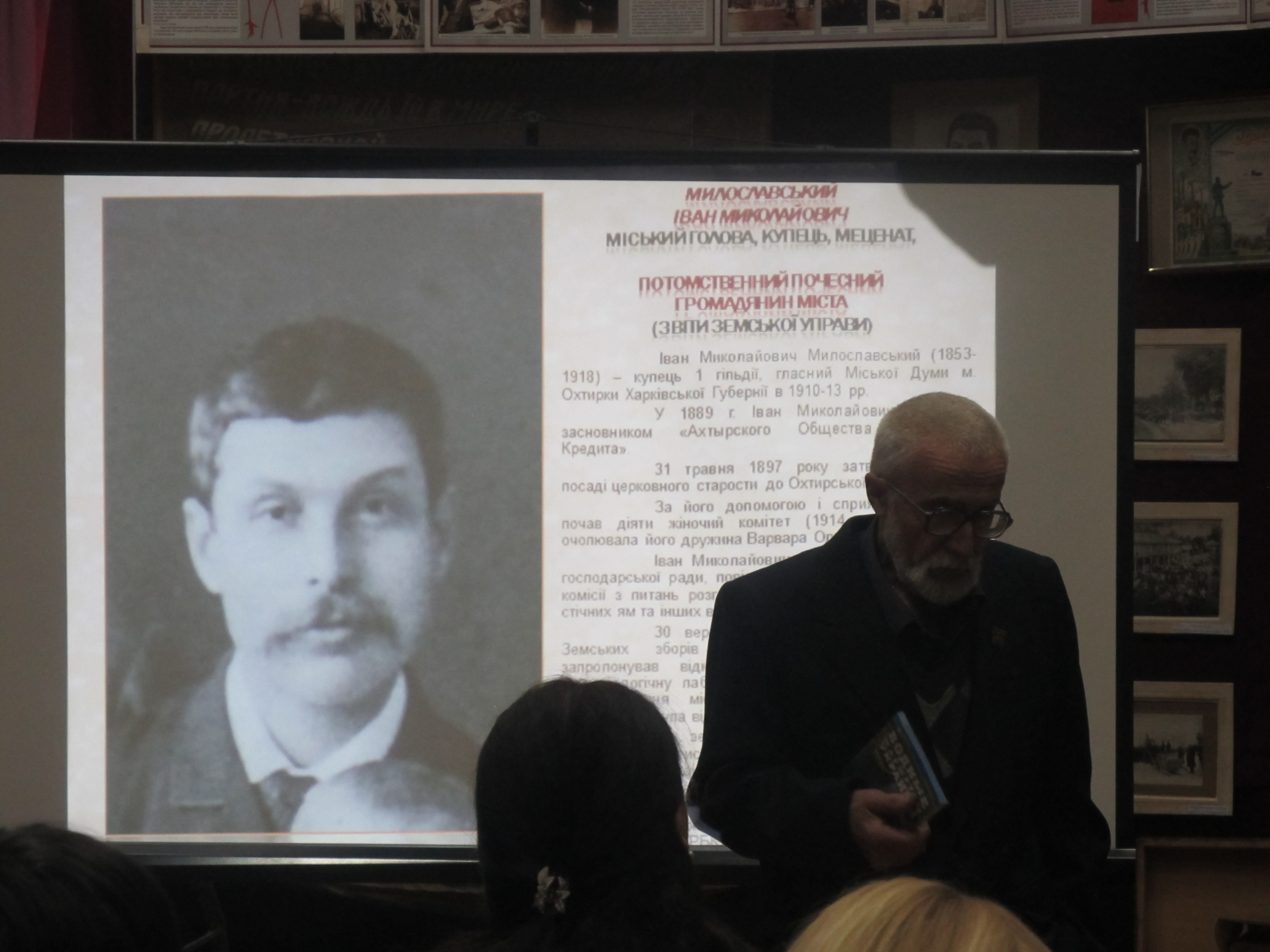
Правнук Ивана Милославского Алексей Шостенко на презентации в Ахтырском краеведческом музее.

Иван Николаевич Милославский ( укр. Милославський Іван Миколайович; 1853, Ахтырка, Харьковская губерния, Российская империя — 1918?, Ахтырка) — деятель Ахтырского земства, гласный городской Думы Ахтырки (1910—13 гг.), городской голова Ахтырки (1916—17), купец, меценат. Почётный гражданин города Ахтырка (2015). Один из основателей банковского дела на Ахтырщине.

## Общественная деятельность
Житель Ахтырки. Церковный староста Ахтырской Иоанно-Богословской тюремной церкви (1886). В 1889 году выступил основателем Ахтырского Общества взаимного кредита. Милославский был членом Ахтырского уездного отделения Харьковского епархиального училищного совета, школьной комиссии Земской управы (1905), член сельскохозяйственного совета, уездного больничного совета, член комиссии по рассмотрению жалоб по делу строительства сточных ям и других водопроводных сооружений. Организовал сбор средств и инициацию строительства железнодорожной ветки с вокзалом в Ахтырке в 1910 году.
30 сентября 1911 года на заседании 47 Земских сборов гласный Милославский И. Н. предложил открыть и оборудовать в больнице бактериологическую лабораторию. В 1914 году на благотворительные пожертвования местного купечества лаборатория была открыта. В августе 1914 года Милославский И. Н. выделил из личных средств 25 руб. на строительство Георгиевской церкви и 100 руб. на строительство Народного Дома (ныне — Районный дом культуры в г. Ахтырка). Из журнала 52-х Очередных уездных земских сборов от 16 ноября 1916 известно, что городским головой был избран Милославский И. Н. Важным аспектом своей деятельности, как главы города, И. Н. Милославский считал развитие животноводства, в частности свиноводства, открытие детских яслей. В 1918 году он был арестован представителями новой власти, дальнейшая судьба его не известна.

## Купеческая деятельность
Братья Милославские (Иван, Фёдор, Георгий, Михаил) владели железоскобяными лавками и табачными мануфактурами в Ахтырке и Харькове (1886), осуществляли совместную купеческую и церковно-приходскую деятельность. Милославский И. Н. также был владельцем кирпичного завода в Ахтырке, который производил до 400 000 кирпичей в год
Приказчиком в лавке Милославского был Емец Николай Васильевич, впоследствии репресированный сотрудник ВЧК —ОГПУ —НКВД. Рекламная листовка торговли И. Н. Милославского была изготовлена в типографии И. А. Расторгуева. Милославский И. Н. числится среди домовладельцев Харькова и губернии.
Михаил Николаевич Милославский (?- 1925?) — купец 2-й гильдии, церковный староста Свято-Успенской церкви г. Ахтырки с 1896 года, на личные средства способствовал строительству каменного забора вокруг Свято-Успенской церкви Божьей Матери (1904) и церковно-приходской школы в новом каменном доме. Сведения о купеческой деятельности Фёдора Николаевича Милославского в селе Белки Ахтырского уезда приведены на соответствующем сайте

## Семья
Жена И. Н. Милославского — Мелания Васильевна Милославская (в девичестве — Колот) (31.12.1858-11.05.1899), мать 9 оставшихся в живых из 16 рождённых в этом браке детей — Евгения (1877), Ксении (1882), Елизаветы (1885), Сергея (1886), Захара (1888), Константина (1890), Николая (1892), Натальи (1895), Анны (1898). Жена И. Н. Милославского возглавляла дамский комитет города, который занимался деятельностью школ, больницы, а также способствовал развитию культуры. Она была домохозяйкой, умерла в сравнительно молодом возрасте от скоротечной болезни. Похоронена на кладбище возле церкви Жён-Мироносиц, погребение сохраняется и в настоящее время. Зять Милославского И. Н. — известный ученый, профессор, геолог, географ Дмитриев Николай Измайлович.
Жила семья Милославских в собственном доме по пер. Типографскому, 8. После революции в нём размещалось зернохранилище, затем военные склады, а в 50-80-е гг. прошлого века — местный Дом пионеров, а до недавнего времени работал Центр детского и юношеского творчества. В 2012 году дом признан непригодным для использования как запущенный.

## Память
В октябре 2015 года в Книгу памяти города Ахтырки при активном содействии директора местного краеведческого музея Людмилы Мищенко и его сотрудников Елены Бойко и других было внесено имя Ивана Николаевича Милославского — городского головы, купца, мецената, потомственного почётного жителя города. С недавних пор в результате топонимических изменений переулок Ионы Якира в г. Ахтырка носит имя Ивана Милославского. В 2018 году исполнилось 165 лет с рождения И. Н. Милославского, что нашло отражение в публикациях потомков.